# Тихоокеанське астрономічне товариство
Тихоокеанське астрономічне товариство (англ. Astronomical Society of the Pacific, ASP) — американська наукова та освітня організація, заснована в Сан-Франциско 7 лютого 1889 року, одразу після сонячного затемнення 1 січня 1889 року. Його назва походить від його походження на узбережжі Тихого океану, але нині організація має членів з усієї території США та з інших країн світу. Товариство має юридичний статус неприбуткової організації.
Це найбільше загальноастрономічне освітнє товариство у світі, членами якого є понад 40 країн. Тихоокеанське астрономічне товариство є філією Американської асоціації сприяння розвитку науки.

## Освітні та просвітницькі програми
Місія Тихоокеанського астрономічного товариства полягає в сприянні громадському інтересу й обізнаності з астрономією та підвищенні наукової грамотності за допомогою своїх публікацій, вебсайту та багатьох освітніх та просвітницьких програм.

## Публікації
Товариство друкує кілька астрономічних видань.
The Universe in the Classroom (Всесвіт у класі) — безкоштовний електронний освітній інформаційний бюлетень для педагогів, який допомагає дізнатися про Всесвіт та астрономію.
Mercury (Меркурій) — щоквартальний онлайн-журнал, який охоплює широкий спектр астрономічних тем, від історії та археоастрономії до передових розробок. Почав публікуватись у 1925 році як «Leaflets of the ASP». Зараз журнал розповсюджується серед тисяч членів Тихоокеанського астрономічного товариства, а також шкіл, університетів, бібліотек, обсерваторій по всьому світу. Mercury Online, загальнодоступний супутній блог журналу «Mercury», створено в 2019 році.
Publications of the Astronomical Society of the Pacific (PASP, Публікації Тихоокеанського астрономічного товариства) — науковий журнал для професійних астрономів, який публікує статті в усіх галузях астрономії.
Astronomical Society of the Pacific Conference Series (ASPCS, Конференційна серія Тихоокеанського астрономічного товариства) — серія з понад 400 томів матеріалів професійних астрономічних конференцій. Започаткована в 1988 році. Томи продають учасникам конференцій, а також доступні через AstroShop Тихоокеанського астрономічного товариства.
AstroBeat — онлайн-колонка для членів Тихоокеанського астрономічного товариства, яка виходить раз на два тижні та містить залаштункові розповіді про різні аспекти астрономічних відкриттів, астрономічної освіти чи астрономії як хобі.

## Нагороди
Щороку Тихоокеанське астрономічне товариство присуджує кілька нагород:
- Медаль Кетрін Брюс (англ. Bruce Medal) за внесок у дослідження астрономії. Медаль названа на честь Кетрін Вулф Брюс[en][6].
- Премія Клюмпке-Робертс (англ. Klumpke-Roberts Award) за видатний внесок у суспільне розуміння та оцінку астрономії, названа на честь Доротеї Клюмпке-Робертс[7].
- Премія Гордона Маєрса за аматорські досягнення (англ. Gordon Myers Amateur Achievement Awards) на знак визнання значного внеску в астрономію особи, яка не працює в галузі астрономії на професійній посаді[8].
- Премія Барта Бока (англ. Bart Bok Award), названа на честь астронома Барта Бока, присуджується спільно з Американським астрономічним товариством видатним студентським проєктам з астрономії на Міжнародному науково-технічному ярмарку.
- Премія Томаса Бреннана (англ. Thomas Brennan Award) за виняткові досягнення у викладанні астрономії в середній школі[9].
- Нагорода Марії та Еріка Мульманн (англ. Maria and Eric Muhlmann Award) за нещодавні значні спостереженні результати, які стали можливими завдяки інноваційним досягненням в астрономічному приладобудуванні, програмному забезпеченні чи спостережній інфраструктурі[10].
- Премія Роберта Трюмплера (англ. Robert J. Trumpler Award), названа на честь астронома Роберта Трамплера, присуджується нещодавно захищеній дисертації доктора філософії[11].
- Премія Річарда Еммонса[en] (англ. Richard Emmons Award) за внесок у викладання астрономії для коледжів, які не займаються наукою[12].
- Нагорода Лас-Кумбрес за аматорську популяризацію (англ. Las Cumbres Amateur Outreach Award), заснована Вейном Розінгом і Дороті Ларгей, прагне відзначити видатну освітню роботу астронома-любителя серед дітей і зацікавленої непрофесійної громадськості[13].
- Нагорода Артура Волкера[en] (англ. Arthur B.C. Walker II Award), вперше оголошена в 2016 році, за наукові дослідження та викладання зі значною відданістю студентам із малопредставлених груп[14].

## Колишні нагороди
- Кометна медаль Донохоу (Donohoe Comet Medal, 1890—1950). У липні 1889 року Тихоокеанське астрономічне товариство оголосило, що бронзова медаль за «фактичне відкриття будь-якої несподіваної комети» буде присуджена на основі подарунка в розмірі 500 доларів від Джозефа Донохоу з Сан-Франциско. Першу нагороду присуджено в березні 1890 року Вільяму Бруксу[15] за відкриття комети, відомої зараз як 16P/Брукса[en]. Після вручення 250-ї медалі в 1950 році нагородження припинено, оскільки фотографічні методи дозволили відкривати занадто багато комет[16].
- Кометна медаль (Comet Medal, 1969—1974). У 1968 році Правління Тихоокеанського астрономічного товариства проголосувало за створення нової Кометної медалі, яка присуджуватиметься раз на рік, щоб відзначити «видатного непрофесійного астронома» за «минулий внесок у вивчення комет». Першу нагороду присуджено в 1969 році Реджинальду Вотерфілду[en]. Після 1974 року вручення Кометної медалі припинили[16].

## Президенти
Серед президентів Тихоокеанського астрономічного товариства були такі відомі астрономи, як піонер позагалактичної астрономії Едвін Габбл, учасник "великого диспуту" Гебер Кертіс, один з творців теорії зоряного нуклеосинтезу Джеффрі Бербідж, автор рівняння Дрейка Френк Дрейк, майбутній губернатор Каліфорнії Джордж Парді, астроном українського походження, майбутній президент Міжнародного астрономічного союзу Отто Струве.
- 2019 — Келсі Джонсон (Kelsey Johnson, Університет Вірджинії, Національна радіоастрономічна обсерваторія)
- 2017—2019 Кріс Форд (Chris Ford, Pixar Animation Studios, у відставці)
- 2015—2017 Конні Вокер (Connie Walker, Національна обсерваторія оптичної астрономії)
- 2013—2015 Гордон Майєрс (Gordon Myers, IBM, у відставці)
- 2011—2013 Вільям Гач (William A. Gutsch, Коледж Сент-Пітерс, Джерсі-Сіті)
- 2009—2011 Брюс Партрідж (Bruce Partridge, Гаверфордський коледж)
- 2007—2009 Джеймс Б. Калер[en] (Університет Іллінойсу)
- 2005—2007 Денніс Шац (Dennis Schatz, Тихоокеанський науковий центр, Сіетл)
- 2003—2005 Кетрін Гармані[en] (Колорадо, Національна обсерваторія оптичної астрономії)
- 2001—2003 Алекс Філіппенко (Каліфорнійський університет, Берклі)
- 1999—2001 Френк Баш (Frank N. Bash, Університет Техасу)
- 1997—1999 Джон Персі (John R. Percy, Університет Торонто)
- 1995—1997 Брюс Карні (Bruce Carney, США Північної Кароліни)
- 1993—1995 Рассел Мерл Джене[en] (Ферборнська обсерваторія)
- 1991—1993 Джулі Лутц[en] (штат Вашингтон, США)
- 1989—1991 Френк Дрейк (Каліфорнійський університет, Санта-Крус)
- 1987—1989 Джеймс Гессер (James Hesser, Астрофізична обсерваторія Домініон)
- 1985—1987 Сідні Вулфф (Sidney Wolff, Гавайський університет, NOAO)
- 1983—1985 Девід Моррісон (астрофізик)[en] (Гавайський університет і НАСА Еймс)
- 1981—1983 Галтон Арп[en] (Обсерваторії Хейла)
- 1979—1981 Леонард Куі (Leonard Kuhi, Каліфорнійський університет, Берклі)
- 1977—1979 Енн Боесгаард[en] (Гавайський університет)
- 1975—1977 Джеффрі Бербідж (Каліфорнійський університет, Сан-Дієго)
- 1973—1975 Рей Вейман (Ray Weymann, Університет Арізони)
- 1971—1973 Гарольд Вівер (Harold Weaver, Каліфорнійський університет, Берклі)
- 1969—1971 Джордж Ейбелл[en] (Каліфорнійський університет, Лос-Анджелес)
- 1967—1969 Гельмут Абт[en] (Національна обсерваторія Кітт-Пік)
- 1965—1967 Луї Хеньї[en] (Каліфорнійський університет, Берклі)
- 1962—1965 Роберт Петрі (Астрофізична обсерваторія Домініон)
- 1960—1962 Сет Барнс Ніколсон (Обсерваторії гори Вілсон-Паломар; 2-й термін)
- 1958—1959 Ніколас Мейолл (Лікська обсерваторія; 2-й термін)
- 1956—1957 Ендрю Маккеллар (Астрофізична обсерваторія Домініон)
- 1954—1955 Олін Чеддок Вілсон[en] (Обсерваторії гори Вілсон і Паломар)
- 1952—1953 Джеральд Крон[en] (Лікська обсерваторія)
- 1951 Отто Струве (Каліфорнійський університет, Берклі)
- 1950 Дінсмор Алтер[en] (Обсерваторія Гріффіт)
- 1949 Роберт Джуліус Трюмплер (Каліфорнійський університет, Берклі; 2-й термін)
- 1948 Іра Спрег Бовен (Обсерваторія Маунт-Вілсон)
- 1947 Дональд Шейн[en] (Лікська обсерваторія; 2-й термін)
- 1946 Ральф Елмер Вілсон[en] (Обсерваторія гори Вілсон)
- 1945 Фердинанд Нойбауер (Ferdinand Neubauer, Лікська обсерваторія)
- 1944 Роско Френк Санфорд[en] (Обсерваторія Маунт-Вілсон)
- 1943 Армін Отто Лойшнер[en] (Каліфорнійський університет, Берклі; 3-й термін)
- 1942 Ніколас Мейолл (Лікська обсерваторія)
- 1941 Артур Скотт Кінг[en] (Обсерваторія Маунт-Вілсон)
- 1940 Дональд Шейн[en] (Університет Каліфорнії, Берклі)
- 1939 Альфред Гаррісон Джой (Обсерваторія Маунт-Вілсон; 2-й термін)
- 1938 Гамільтон Джефферс[en] (Лікська обсерваторія)
- 1937 Гарольд Бебкок (Обсерваторія Маунт-Вілсон)
- 1936 Армін Отто Лойшнер[en] (Каліфорнійський університет, Берклі; 2-й термін)
- 1935 Сет Барнс Ніколсон (Обсерваторія Маунт-Вілсон)
- 1934 Стурла Ейнарссон (Sturla Einarsson, Каліфорнійський університет, Берклі)
- 1933 Едвін Габбл (Обсерваторія Маунт-Вілсон)
- 1932 Роберт Джуліус Трюмплер (Лікська обсерваторія)
- 1931 Альфред Гаррісон Джой (Обсерваторія Маунт-Вілсон)
- 1930 Вільям Мейєр (William Meyer, Каліфорнійський університет, Берклі)
- 1929 Фредерік Генлі Сірс (Обсерваторія Маунт-Вілсон)
- 1928 Джозеф Гейнс Мур[en] (Лікська обсерваторія; 2-й термін)
- 1927 Пол Меррілл (Обсерваторія Маунт-Вілсон)
- 1926 Бернард Бенфілд (Bernard Benfield, 2-й термін)
- 1925 Бернард Бенфілд (Bernard Benfield, інженер із Сан-Франциско)
- 1924 Артур Блек (Arthur Black, банкір Сан-Франциско)
- 1923 Волтер Сідні Адамс (Walter Sydney Adams, Каліфорнійський університет, Берклі)
- 1922 Ексум Льюїс (Exum Lewis, Каліфорнійський університет, Берклі)
- 1921 Чарльз Кушинг[en] (адвокат Сан-Франциско, 2-й термін)
- 1920 Джозеф Хейнс Мур[en] (Лікська обсерваторія)
- 1919 Беверлі Годжгед[en] (Сан-Франциско, адвокат)
- 1918 Вільям Уоллес Кемпбелл (Лікська обсерваторія, 3-й термін)
- 1917 Френк Корніш (Frank Cornish, Сан-Франциско)
- 1916 Сідні Дін Таунлі[en] (Стенфордський університет, 2-й термін)
- 1915 Роберт Грант Ейткен (Лікська обсерваторія; 2-й термін)
- 1914 Рассел Кроуфорд (Russell Crawford, Каліфорнійський університет, Берклі)
- 1913 Александр Джордж МакЕді[en] (Бюро погоди США)
- 1912 Гебер Кертіс (Лікська обсерваторія)
- 1912 Джон Гелловей (John Galloway, Берклі)
- 1911 Fremont Morse (Fremont Morse, Берегова та геодезична служба США)
- 1910 Вільям Воллес Кемпбелл (Лікська обсерваторія, 2-й термін)
- 1909 Чарльз Беркхальтер[en] (Обсерваторія Шабо, 2-й термін)
- 1908 Чарльз Кушинг (Charles Cushing, адвокат Сан-Франциско)
- 1907 Армін Отто Лойшнер[en] (Каліфорнійський університет, Берклі)
- 1906 Сідні Дін Таунлі[en] (Обсерваторія Latitude, Ukiah)
- 1905 Джордж Едвардс (George Edwards, Каліфорнійський університет в Берклі)
- 1904 Отто фон Гелдерн (Otto von Geldern, Сан-Франциско)
- 1903 Чарльз Діллон Перрін (Лікська обсерваторія)
- 1902 Джон Долбір[en] (бізнесмен із Сан-Франциско)
- 1901 Джеймс Едвард Кілер (Лікська обсерваторія)
- 1900 Джордж Парді[en] (лікар-окуліст, губернатор Каліфорнії)
- 1899 Роберт Грант Ейткен (Лікська обсерваторія)
- 1898 Вільям Алворд[en] (торговець і банкір із Сан-Франциско; президент Банку Каліфорнії; 14-й мер Сан-Франциско)
- 1897 Вільям Гассі[en] (Лікська обсерваторія) і Вільям Алворд[en] (президент банку Сан-Франциско)
- 1896 Чарльз Беркхальтер (Charles Burckhalter, Обсерваторія Шабо; співзасновник)
- 1895 Вільям Воллес Кемпбелл (Лікська обсерваторія)
- 1894 Евсебіус Молера (Eusebius Molera, інженер-будівельник із Сан-Франциско)
- 1893 Джон Мартін Шеберле[en] (Лікська обсерваторія)
- 1892 Вільям Монтгомері Пірсон (William Montgomery Pierson, адвокат із Сан-Франциско)
- 1889—1891 Едвард Сінглтон Голден[en] (Лікська обсерваторія; засновник)